# Tisbe (Beòcia)
|  | Aquest article tracta sobre de l'antiga ciutat. Si cerqueu l'asteroide, vegeu « (88) Thisbe». |

Tisbe, o Tisbes (en grec antic Θίσβη) era una ciutat de Beòcia, descrita per Estrabó, situada a poca distància de la costa a la part sud del mont Helicó, limitant amb els territoris de Tèspies i Coronea.
Homer menciona Tisbe al "Catàleg de les naus" a la Ilíada, i diu que era abundant en coloms salvatges (πολυτρήτρωνά τε Θίσβην). Tant Estrabó com Esteve de Bizanci diuen que l'epítet li va donar Homer per l'abundància que d'aquestes aus hi havia al port de Tisbe. Dels coloms de Tisbe en parlen els poetes romans, tant Ovidi com Estaci.
Xenofont diu que Cleombrot I d'Esparta va passar per la ciutat abans de la batalla de Leuctra l'any 371 aC. La ciutat tenia un temple dedicat a Hèracles, l'únic edifici que menciona Pausànies, i diu que se celebrava un festival en el seu honor. També diu que entre la muntanya on s'aixecava la ciutat i la muntanya de costat del mar hi ha una plana que quedaria inundada si no fos perquè havien obert una gran rasa al mig que recollia l'aigua, i cada any la abocaven ara a un costat ara a l'altra, conreant la meitat de la plana no inundada. Tisbe la mencionen també Plini el Vell i Claudi Ptolemeu.
Avui és la ciutat de Kakòsia prop de les muntanyes actualment anomenades Karamúnghi i Paleovuná, i en direcció a la ciutat de Dobrenà (al sud-est). L'antic port de la ciutat es diu avui Vathý.